# گایگر (آلاباما)
گایگر (به انگلیسی: Geiger) شهری در شهرستان سامتر ایالت آلاباما است که مساحت آن ۲٫۴۶ کیلومتر مربع است و در سرشماری سال ۲۰۱۰ میلادی، ۱۷۰ نفر جمعیت داشته و تراکم جمعیتی آن، ۶۹٫۱۱ نفر در هر کیلومتر مربع بوده است.